# Twan de Vos

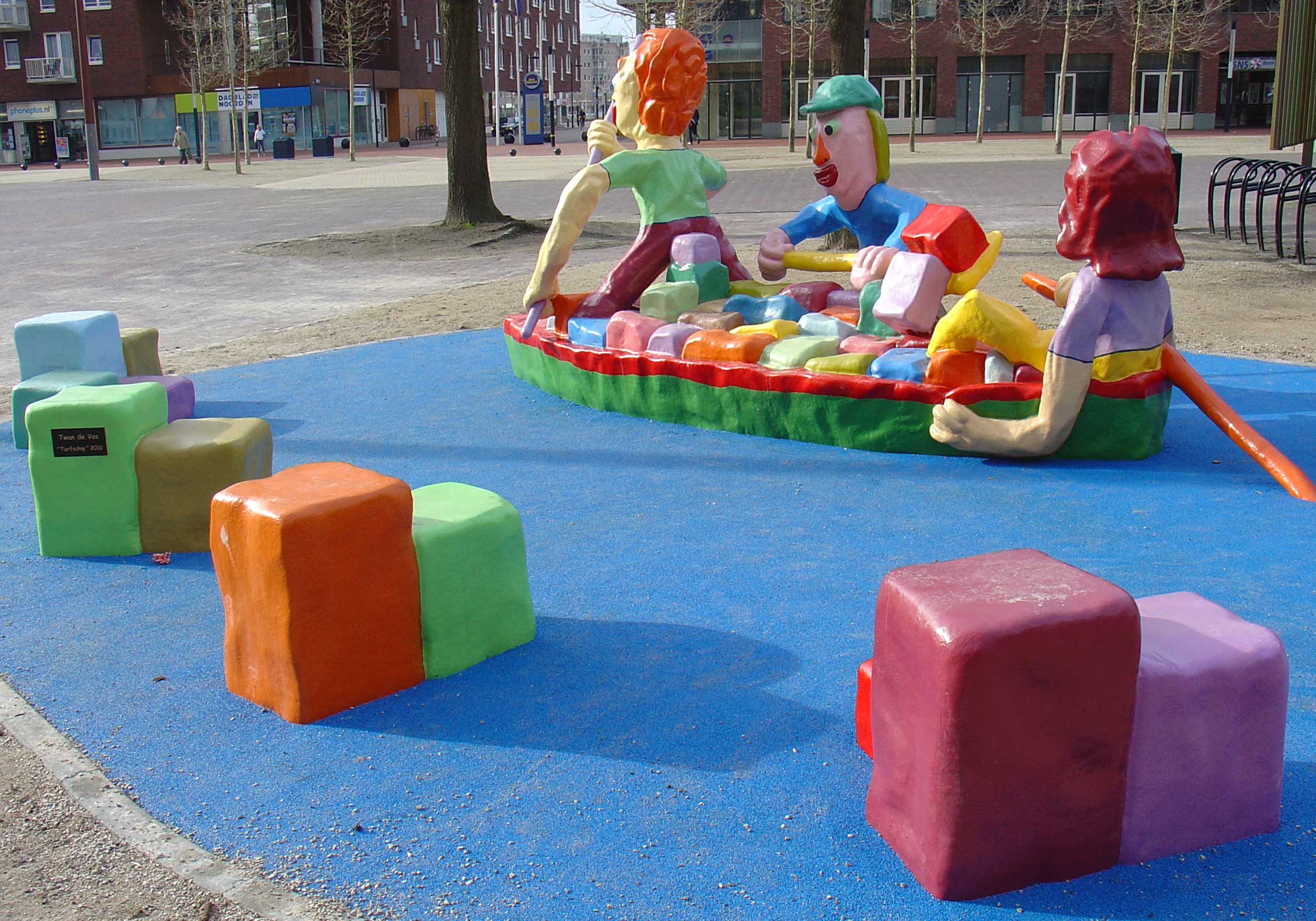
Turfschip door Twan de Vos op het Raadhuisplein in Stadskanaal

Twan de Vos (Tilburg, 30 juni 1961 - Wageningen, 19 juni 2019) was een Nederlandse beeldend kunstenaar.

## Leven en werk
De Vos studeerde aan de Hogeschool voor de Kunsten in Arnhem. Hij vestigde zich als beeldend kunstenaar in Wageningen, waar hij een atelier had in de oude steenfabriek aan de Rijn. Hij was zowel schilder, Graficus,keramist en beeldhouwer. Ook vervaardigde hij zeefdrukken, linosnedes, tapijten en glaswerk.
In 2008 schilderde hij, in het tv-programma Sterren op het Doek van Hanneke Groenteman, het Portret van Paul de Leeuw, dat door De Leeuw werd uitgekozen. Dit werk werd onder meer geëxposeerd in het Van Abbemuseum te Eindhoven, het Gemeentemuseum Den Haag en het Nederlands Instituut voor Beeld en Geluid te Hilversum.
Twan de Vos overleed 19 juni 2019 te Wageningen.

## Beelden in de openbare ruimte
- Turfschip - Raadhuisplein Stadskanaal, 2010
- Dagje dierentuin - Gelreziekenhuis Apeldoorn (met Annelies van Biesbergen)
- Dagje op het water - Psychiatrisch ziekenhuis in Apeldoorn